# Blauer Turm (Lübeck)

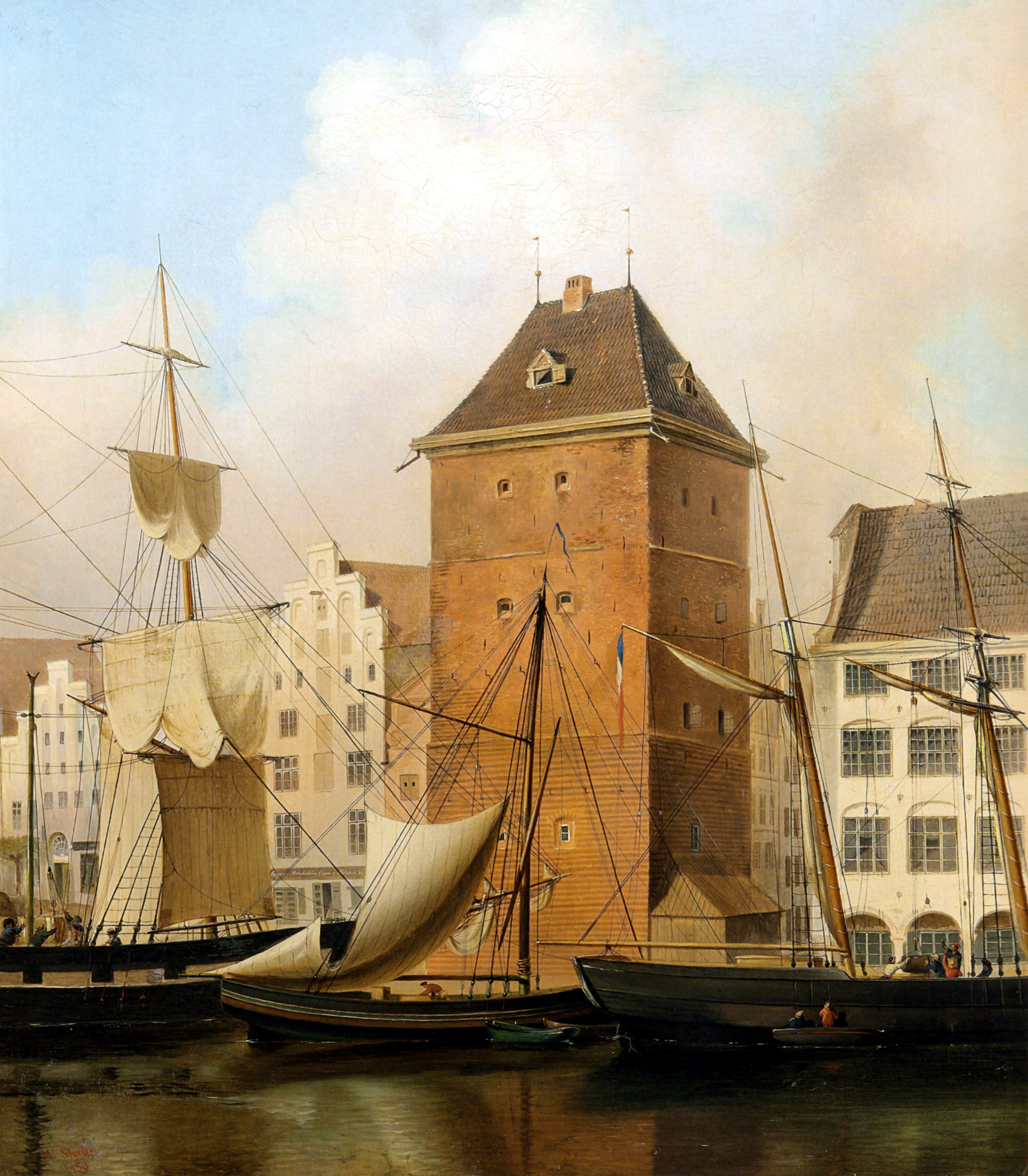
Der Blaue Turm

Der Blaue Turm bzw. Beckergrubenturm (Hausnummer: 277 MMQ.) war ein Turm der mittelalterlichen Lübecker Stadtbefestigung.
Der Geschützturm befand sich an den Travekais (heute An der Untertrave) am westlichen Ende der Beckergrube, von der er auch seinen ursprünglichen Namen erhalten hatte. Er wurde 1452 vom Ratsbaumeister Johann Rodewold errichtet und diente der Sicherung der Hafenanlagen. Wie alle im 15. Jahrhundert erbauten Lübecker Befestigungstürme wurde auch der Beckergrubenturm kostenaufwendig mit farbig glasierten Ziegeln verblendet, was dem Bauwerk ein repräsentatives Aussehen verlieh.
Die Grundfläche des vier Geschosse hohen Turms betrug 10 × 9,35 Meter; die Höhe bis zur Dachtraufe war 22,5 Meter. Bereits nach zehn Jahren zeigten sich Schäden an den Fundamenten, die 1463 unter Leitung des neuen Ratsbaumeisters Hinrich Helmstede erneuert werden mussten.

Blauer Turm, Ansicht von NW (Modellbau)

1793 war der Beckergrubenturm baufällig und erfüllte keinerlei Verteidigungszwecke mehr, nahm aber den Häusern der unteren Beckergrube durch seine Höhe das Tageslicht. Es wurde erwogen, den Turm um zwei Stockwerke zu kürzen; letztlich entschied man sich jedoch für die Instandsetzung. Im Rahmen der Renovierung erhielt der Beckergrubenturm 1794 das blaue Schieferdach des kurz zuvor abgebrochenen Hexenturms. Durch die Farbe des Daches bürgerte sich für den Beckergrubenturm der neue Name Blauer Turm ein.
Am 21. August 1844 wandten sich die Besitzer der umliegenden Häuser mit einer Petition an den Lübecker Senat, in der sie den Abriss des unansehnlich gewordenen und lichtraubenden Turms forderten. Ein daraufhin von Stadtbaumeister Anton Spetzler angefertigtes Gutachten stellte fest, dass der Turm bis auf die stark verwitterte Fassade keine nennenswerten Schäden aufwies und sich auch nicht geneigt hatte. Dennoch wurde 1853 beschlossen, den Blauen Turm  abzureißen. Wegen der hohen Abbruchkosten wurde der Turm der Eisenbahngesellschaft unentgeltlich überlassen, weil diese einen Schienenstrang am rechten Traveufer verlegen wollte.